# Amanda Lear
Amanda Lear – francuska piosenkarka, autorka tekstów, prezenterka telewizyjna, malarka, aktorka i modelka.
Swą karierę rozpoczęła jako modelka w latach 60. XX w., pozując do magazynów, takich jak „Elle” i „Vogue”. W tamtym czasie nawiązała też znajomość z hiszpańskim malarzem Salvadorem Dalí, którego była muzą i najbliższą przyjaciółką przez następne ponad 15 lat. Szczyt popularności osiągnęła jako piosenkarka pod koniec lat 70. XX w. dzięki przebojom takim jak m.in. „Blood and Honey”, „Tomorrow”, „Queen of Chinatown”, „Follow Me”, „Enigma (Give a Bit of Mmh to Me)”, „The Sphinx” i „Fashion Pack”. Była wówczas jedną z najpopularniejszych wykonawczyń muzyki disco w Europie.
W latach 80. XX w. zajęła się głównie pracą w telewizji, zwłaszcza we Włoszech, gdzie prowadziła wiele popularnych programów rozrywkowych, jak i karierą malarską, wystawiając swoje prace w wielu galeriach Europy i nie tylko. W 1984 roku wydała swoją pierwszą książkę, autobiografię My Life with Dalí. W kolejnych dekadach jednocześnie kontynuowała działalność telewizyjną, muzyczną i malarską, sporadycznie pojawiając się w filmach. W 2009 roku rozpoczęła karierę teatralną. Obecnie za swoją największą pasję uznaje malarstwo, choć regularnie wydaje też nowe albumy muzyczne. Sprzedała łącznie około 27 milionów płyt na całym świecie.
Jest poliglotką – nagrywa piosenki i mówi w pięciu językach: francuskim, angielskim, włoskim, niemieckim i hiszpańskim. Cieszy się szczególną popularnością wśród mniejszości seksualnych i od lat posiada status ikony środowisk LGBT.

## Życiorys

### Do 1975
Krótko po narodzinach Amandy jej rodzice rozwiedli się i była ona wychowywana przez matkę w Nicei w południowej Francji i Szwajcarii. Już jako małe dziecko wykazywała zdolności językowe, co przydało się jej w późniejszej karierze. Jednak jej największą pasją była sztuka i w wieku 16 lat wyjechała do Paryża, by tam studiować malarstwo. Następnie, w 1964 roku, rozpoczęła naukę w szkole plastycznej w Londynie.
W 1965 trafiła do agencji modelingowej Catherine Harlé. Chcąc uzyskać fundusze na studia, wróciła do Paryża pracując jako modelka dla takich projektantów jak Paco Rabanne i Yves Saint-Laurent. Niedługo potem zaczęła pojawiać się w takich magazynach jak „Elle” czy „Vogue” i została modelką dla m.in. Mary Quant i Coco Chanel. Po jakimś czasie rzuciła szkołę plastyczną, poświęcając się wyłącznie karierze modelki. Mieszkając w Londynie, pojawiała się na wielu przyjęciach towarzyskich i poznała takie sławy jak The Beatles, The Rolling Stones, Marianne Faithfull, Anita Pallenberg, Twiggy i Keith Moon.
W jednym z klubów nocnych w Paryżu poznała hiszpańskiego malarza surrealistycznego Salvadora Dalí, co dało początek bliskiej przyjaźni, trwającej kilkanaście lat. Lear była jego najbliższą przyjaciółką, powierniczką i protegowaną, choć nigdy nie był to związek intymny. Piosenkarka towarzyszyła mu oraz jego żonie podczas licznych podróży i spędzała każde lato w jego domu w Cadaqués w Katalonii. Dalí służył jej jako mentor: podróżując z nim, odkrywała bogate zbiory różnych muzeów, bywała w modnych klubach i restauracjach, oraz poznała wielu słynnych ludzi. Amanda z kolei zaznajomiła go z twórczością artystów młodszego pokolenia. Była także muzą malarza i pozowała do kilku jego obrazów, m.in. The Dream of Hypnos, Angélique Rescued from the Dragon oraz Venus in Furs. Została też sfotografowana do specjalnego wydania francuskiego „Vogue” z grudnia 1971, które w całości zredagował Dalí. W 1973 pozowała do zdjęcia na słynną okładkę płyty For Your Pleasure zespołu Roxy Music i wzięła udział w programie telewizyjnym The 1980 Floor Show Davida Bowie.

### 1975–1983
David Bowie zachęcił Amandę do rozpoczęcia kariery muzycznej, wysyłając ją na lekcje śpiewu do swojej nauczycielki. Razem napisali i nagrali piosenkę „Star”, która jednak nie została nigdy wydana. Jej debiutancki singiel „La Bagarre”, wydany dzięki francuskiej wytwórni Polydor, był przeróbką utworu Elvisa Presleya pt. „Trouble”. Osiągnął on względny sukces w Niemczech, gdzie Amandą zainteresowali się przedstawiciele wytwórni Ariola, zaintrygowani niskim głosem piosenkarki. Pierwszy album Amandy, I Am a Photograph, pojawił się w 1977 – tytuł płyty był odniesieniem do jej kariery modelki. Większość piosenek na płycie skomponował Anthony Monn, a prawie wszystkie teksty napisała sama Amanda. Album był sporym sukcesem na listach sprzedaży i zawierał jej pierwsze duże hity: „Blood and Honey”, „Tomorrow” i „Queen of Chinatown”.

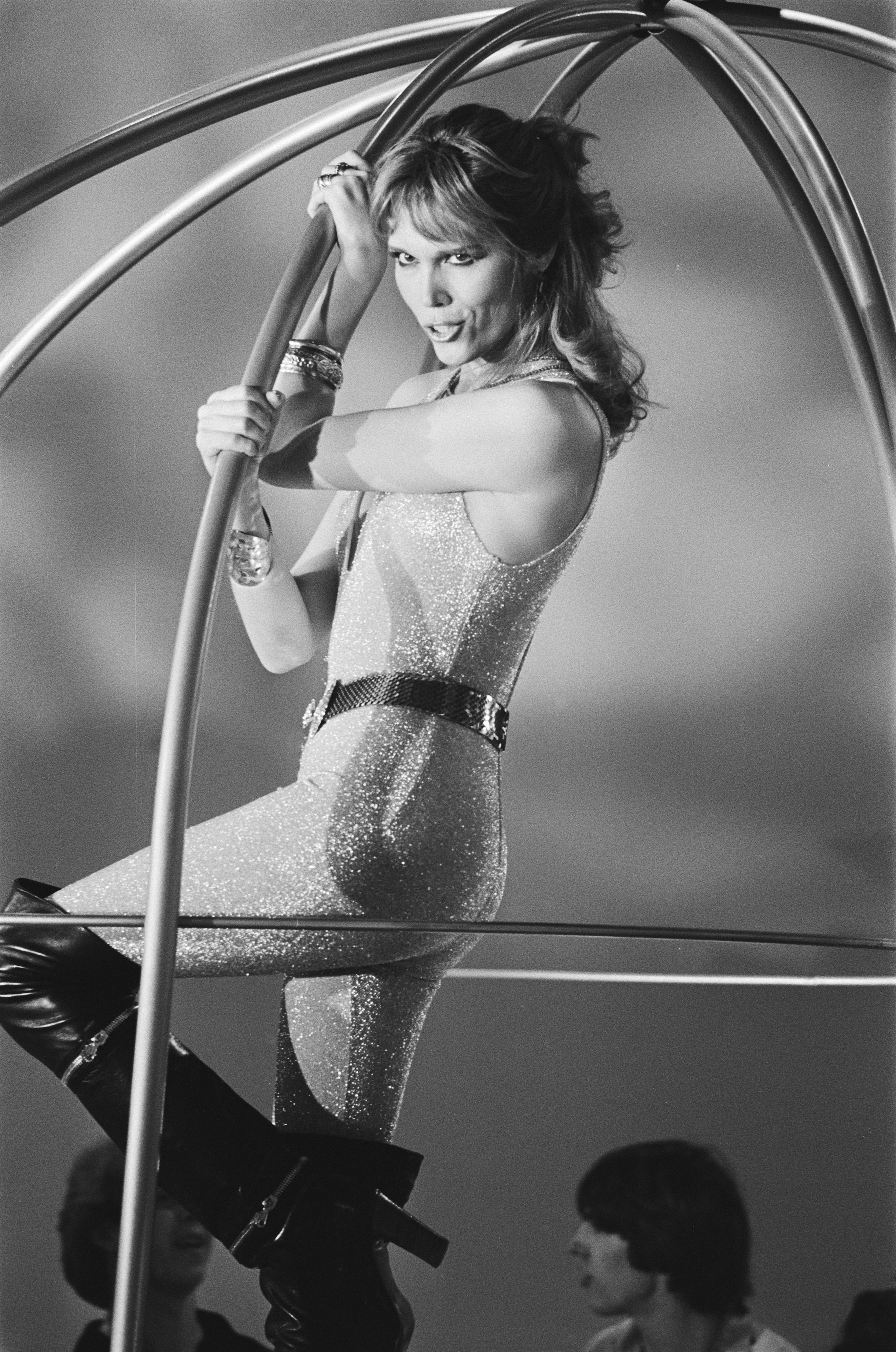
Amanda Lear podczas występu w holenderskiej telewizji, 1978

Rok 1978 przyniósł jeszcze większe sukcesy. Amanda wydała Sweet Revenge, koncepcyjny album opowiadający historię dziewczyny, która oddała duszę diabłu, by zdobyć sławę i szczęście. Pierwszym singlem z albumu został utwór „Follow Me”, który cieszył się popularnością w Europie i do dziś jest największym hitem piosenkarki. Album sprzedał się w kilkumilionowym nakładzie i zdobył status złotej płyty m.in. w Niemczech. Płytę promowały kolejne popularne single „Enigma (Give a Bit of Mmh to Me)” i „Gold”. Podobnie jak na poprzednim albumie, tak i na tym Amanda napisała większość tekstów. W tym samym roku artystka wystąpiła też w kontrowersyjnym programie muzyczno-rozrywkowym Stryx, emitowanym we włoskiej telewizji, u boku Grace Jones i Patty Pravo. Wykonała tam głównie utwory z płyty Sweet Revenge. W tym samym roku nagrała też dwie piosenki, „Your Yellow Pyjama” oraz „Look at Her Dancing”, do włoskiej produkcji La ragazza dal pigiama giallo, które również ukazały się na ścieżce dźwiękowej do filmu.
Jeszcze w 1978 Amanda i Monn zaczęli pracować nad kolejną płytą, Never Trust a Pretty Face. Album zawierał zestaw bardzo zróżnicowanych piosenek, począwszy od dyskotekowego „Fashion Pack”, przez kabaretowe „Miroir”, aż po refleksyjne ballady, takie jak „The Sphinx”. Amanda i na tę płytę nagrała cover – tym razem taneczną przeróbkę wielkiego hitu Marleny Dietrich, „Lili Marleen”. Wydana na początku 1979 płyta cieszyła się dużym zainteresowaniem i powtórzyła sukces poprzednich albumów. W marcu tego samego roku artystka wyszła za mąż za francuskiego arystokratę Alain-Philippe Malagnac d’Argens de Villele. W 1980 artystka wydała czwartą płytę, Diamonds for Breakfast. Tym razem duet Lear i Monn stworzył płytę bliższą muzyce rockowej niż poprzednim, dyskotekowym dokonaniom gwiazdy. Album ten, choć w Niemczech nie sprzedał się tak dobrze jak poprzednie, okazał się przełomem w krajach skandynawskich i zawierał przebojowe single „Fabulous (Lover, Love Me)” i „Diamonds”.
Amanda czuła się jednak niekomfortowo wobec oczekiwań i wymogów ówczesnego przemysłu muzycznego, a szczególnie jej niemieckiej wytwórni. W Londynie zaczęła nagrywać piosenki na nowy album, a w nagraniach towarzyszył jej słynny producent Trevor Horn, który stał później za sukcesami Frankie Goes to Hollywood i płytą Slave to the Rhythm Grace Jones. Wytwórnia Ariola odrzuciła jednak nowy materiał i nakazała piosenkarce wrócić do Monachium, by tam rozpoczęła pracę nad nowym albumem z Anthonym Monnem. Rezultatem tych nagrań była wydana w 1981 piąta płyta, Incognito, stylistycznie stanowiąca połączenie disco, popu i rocka. Promowana była m.in. singlami „Égal”, „Nymphomania” i „Hollywood Is Just a Dream When You’re Seventeen”, okazując się sukcesem jedynie w Skandynawii i Ameryce Południowej. Specjalnie na południowoamerykański rynek muzyczny Amanda nagrała trzy piosenki z płyty w języku hiszpańskim.
Od 1982 piosenkarka współprowadziła włoski program rozrywkowy Premiatissima, który cieszył się dużą popularnością. Wydała single „Fever”, „Incredibilmente donna” i „Love Your Body”, a także pierwszą kompilację w karierze, Ieri, oggi. Jednak muzyczna kariera artystki zaczęła słabnąć, a kontakty z jej wytwórnią płytową stopniowo się pogarszały. Lear rozpoczęła postępowanie sądowe mające na celu anulowanie jej kontraktu z Ariola Records, tłumacząc to różnicami artystycznymi między nią a wytwórnią. Proces zakończył się dla niej jednak niepomyślnie i w 1983 wydała ostatni album dla Arioli, jednak wyłącznie po to, by wypełnić warunki oryginalnej umowy. Album Tam-Tam został nagrany we współpracy wyłącznie z włoskimi producentami, a nowym piosenkom nadano minimalistyczne, syntezatorowe brzmienie. Jednak płyta przeszła w Europie prawie niezauważona, do czego przyczynił się zupełny brak promocji ze strony wytwórni. Amanda zdecydowała się skupić na karierze telewizyjnej we Włoszech, którą pomógł jej rozwinąć przyszły premier, Silvio Berlusconi.

### 1984–1999
W kolejnych latach Amanda nagrała kilka dyskotekowych singli dla różnych wytwórni, między innymi „Assassino” i „No Credit Card”, które jednak nie podbiły list przebojów. Z kolei jej działalność w telewizji cieszyła się dużą popularnością we Włoszech, gdzie aktualnie prowadziła program W le donne. W 1984 wydana została jej pierwsza książka, autobiografia My Life with Dalí, skupiająca się na jej relacji ze słynnym malarzem. W 1986 Lear zaczęła pracować w Stanach Zjednoczonych nad nową płytą, Secret Passion, stanowiącą mieszankę muzyki tanecznej i rocka, zawierającą między innymi cover piosenki „Wild Thing” grupy The Troggs. Płyta miała być nie tylko powrotem Amandy Lear na szczyty list przebojów w Europie, ale także próbą podbicia Wielkiej Brytanii, USA, Kanady i Australii. Plany pokrzyżował jednak wypadek samochodowy, któremu Amanda uległa tuż przed promocją płyty. Musiała spędzić wiele miesięcy w szpitalu i nie była w stanie promować albumu, który ostatecznie nie sprzedał się dobrze po żadnej stronie Atlantyku. Będąc w szpitalu, artystka zaczęła pisać powieść zatytułowaną L’Immortelle. Była to surrealistyczna historia opisująca cierpienia kobiety nieśmiertelnej i wiecznie młodej, która stopniowo traciła swoich przyjaciół i nie mogła zatrzymać upływu czasu.

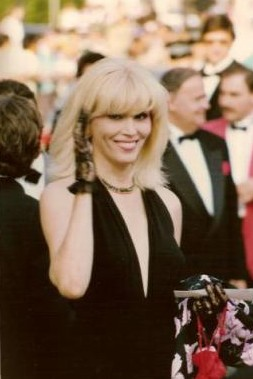
Amanda Lear na Festiwalu Filmowym w Cannes, 1990

W 1988 piosenkarka gościnnie pojawiła się w przeróbce swojego wczesnego hitu „Tomorrow (Voulez-vous un rendez-vous)” w wykonaniu włoskiego zespołu CCCP Fedeli alla linea, który cieszył się względnym zainteresowaniem, a w 1989 roku w Niemczech ukazał się singel z nowymi remiksami „Follow Me” i „Gold”. We Włoszech w 1989 Lear prowadziła program rozrywkowy Ars Amanda, którego była pomysłodawczynią i w którym przeprowadzała wywiady z gośćmi w łóżku. Nagrała też album Uomini più uomini, zawierający wyłącznie włoskojęzyczny materiał stworzony wspólnie z popularnymi włoskimi muzykami, m.in. Paolo Conte. Płyta, nie będąca promowana żadnym singlem, nie okazała się sukcesem. Wkrótce wydano też jej francuskojęzyczna wersję, zatytułowaną Tant qu’il y aura des hommes, zawierająca nowy singel „Métamorphose”. W 1990 wzięła udział w pokazie mody Thierry’ego Muglera. W 1992 piosenkarka powróciła do nagrywania muzyki tanecznej wydając singel „Fantasy”, który zdobył sporą popularność w klubach, zwłaszcza gejowskich. Rok później ukazała się płyta Cadavrexquis, wyprodukowana przez modnych wówczas twórców muzyki klubowej, m.in. Bass Bumpers.
W 1995 artystka powróciła do Monachium, by po raz pierwszy od 12 lat nagrywać tam płytę. Efektem był album Alter Ego, wydany przez ZYX Music, zawierający dyskotekowe piosenki w stylistyce eurodance. Promowano go trzema singlami, m.in. „Peep!”, który jednocześnie reklamował erotyczne talk show Amandy o tym samym tytule, emitowane w niemieckiej stacji RTL 2, które cieszyło się dużym zainteresowaniem. W czerwcu 1995 Lear wzięła udział w koncercie poświęconym muzyce disco, występując w Paryżu przed 5 tysiącami widzów obok takich sław jak Boney M. czy Gloria Gaynor. W 1996 wystąpiła jako modelka dla Paco Rabanne w ramach charytatywnego pokazu na rzecz walki z AIDS. Jej kolejna płyta, wydana w 1998 roku Back in Your Arms, składała się głównie z nowych wersji największych przebojów, lecz nie spotkała się z popularnością. Następnie Amanda zagrała we francuskim filmie Bimboland i prowadziła program Il brutto anatroccolo we Włoszech.

### 2000–2019
W grudniu 2000 mąż Amandy zmarł w wyniku pożaru ich domu w Saint-Étienne-du-Grès w Prowansji. W pożarze zginął także jego przyjaciel, zniszczone zostały liczne pamiątki i obrazy, także Salvadora Dalí, a z domu pozostały ruiny. Na skutek tego wydarzenia Amanda popadła w depresję, jednak szybko rzuciła się w wir pracy i rok później wydała płytę Heart. Album stanowił mieszankę tanecznych piosenek, takich jak singlowy utwór „I Just Wanna Dance Again”, i ballad, w tym kilka coverów, m.in. „Love Boat” z popularnego serialu z lat 70. oraz ponownie „Lili Marleen”, z nowym tekstem napisanym przez oryginalnego kompozytora Norberta Schultze’a. W 2002 roku we włoskiej telewizji pojawił się kolejny program z jej udziałem jako prowadzącej, Cocktail d’amore, do którego artystka nagrała także premierową piosenkę pod tym samym tytułem. Razem z belgijskim boybandem Get Ready! wydała singel „Beats of Love”, który wszedł na listę w Belgii. W 2004 stworzyła dubbing dla postaci Edna Mode do francuskiej i włoskiej wersji popularnego filmu animowanego Iniemamocni. Jedna z jej starych piosenek, „Enigma (Give a Bit of Mmh to Me)”, stała się na nowo hitem we wschodniej Europie, gdzie została wykorzystana w reklamie batonika Kinder Bueno. W 2005 wydano pierwszą kompilację przebojów posiadającą autoryzację samej Amandy, Forever Glam!, która zawierała także cover piosenki „Copacabana”. Również w 2005 Lear zaczęła występować jako członek jury we włoskiej edycji Tańca z gwiazdami.
W 2006 otworzyła wystawę malarską o tytule Never Mind the Bollocks, Here’s Amanda Lear w Nowym Jorku i otrzymała prestiżowy Order Sztuki i Literatury od francuskiego Ministra Kultury za swój udział w rozwoju sztuki francuskiej. Jesienią, dzięki wytwórni Dance Street wydano album With Love zawierający standardy jazzu i popu tradycyjnego z repertuaru ulubionych wokalistek Amandy. W niektórych krajach Europy wydano album na początku 2007, a w 2008 ukazała się we Włoszech jego specjalna reedycja. Lear zagrała w kilku filmach i nagrałą dubbing do francuskiej wersji filmu Łowcy smoków. W marcu 2009 Lear zadebiutowała jako aktorka teatralna w dobrze przyjętej sztuce Panique au ministère wystawianej w paryskim teatrze Porte-Saint-Martin. Latem wydała singiel „Someone Else’s Eyes”, nagrany w duecie z włoskim piosenkarzem o pseudonimie Deadstar, który następnie zremiksował Boy George. Piosenka zapowiadała nowy studyjny album piosenkarki, zatytułowany Brief Encounters, który ukazał się w październiku dzięki niezależnej wytwórni Just Good Music for Your Ears, a już w następnym miesiącu pojawiła się kolejna płyta, Brand New Love Affair, zawierająca wyłącznie taneczne utwory. W tym samym roku Amanda wydała swoją nową autobiografię, Je ne suis pas celle que vous croyez..., dostępną jedynie w języku francuskim.

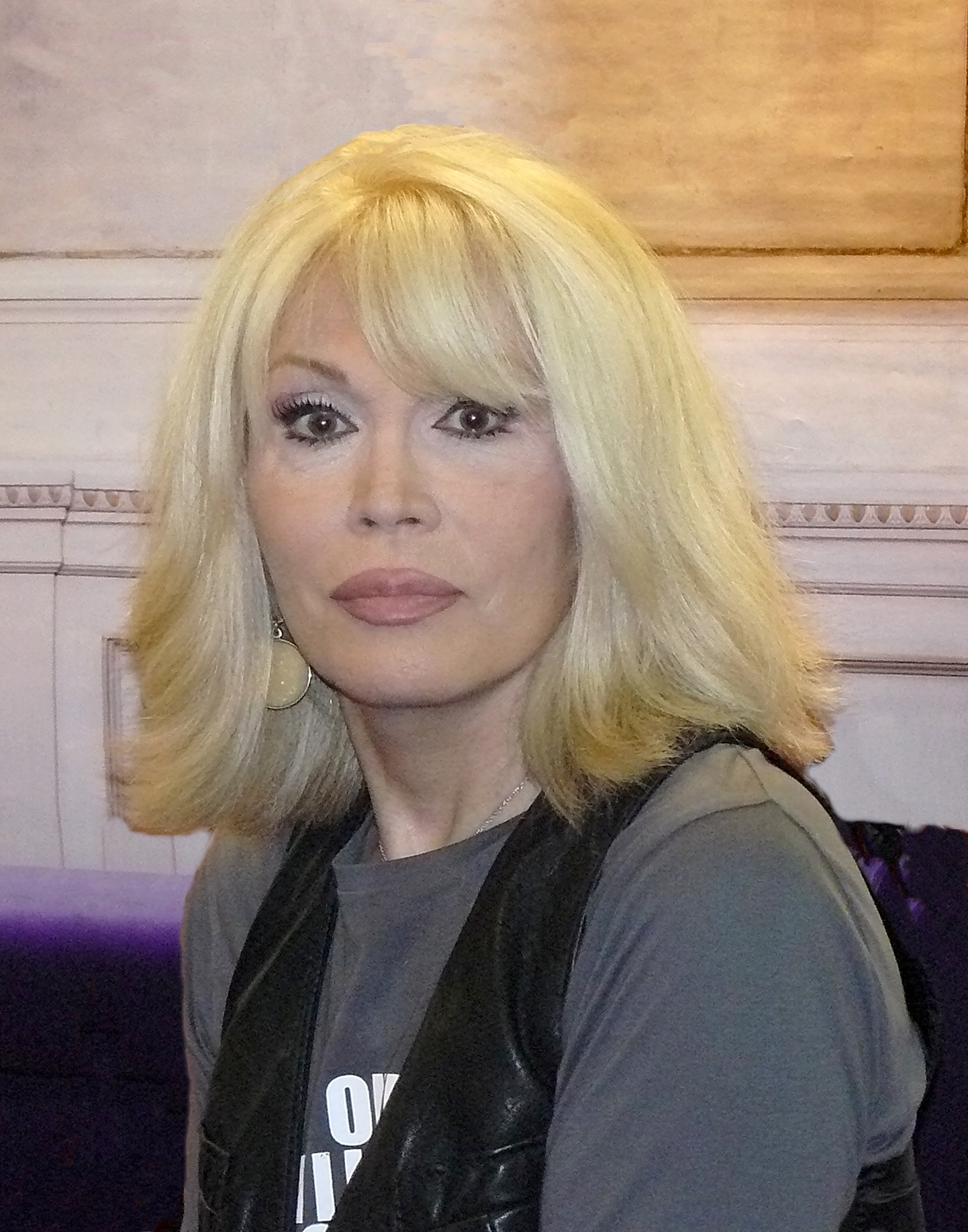
Amanda Lear w Paryżu, 2010

Wiosną 2011 ukazał się singiel i teledysk „Chinese Walk”, a następnie Lear pojawiła się w kolejnej sztuce, Lady Oscar, która, podobnie jak poprzednia, wyruszyła w tournée. W styczniu 2012 ukazał się następny album, I Don’t Like Disco, promowany teledyskiem „La Bête et la Belle”, który wywołał poruszenie w internecie z powodu erotycznej tematyki. We wrześniu Amanda pojawiła się jako modelka na pokazie kolekcji Jean-Paul Gaultiera, a w 2013 rozpoczęła występy w nowej francuskiej sztuce, Divina, tym razem wystawianej na deskach Théâtre des Variétés. W roku 2014 ukazał się jej album My Happiness, zawierający wyłącznie utwory z repertuaru Elvisa Presleya, a w maju 2016 wydała krążek Let Me Entertain You, który wszedł na listy sprzedaży we Włoszech i Francji. Następnie pojawiła się w czwartej już sztuce, La Candidate, choć jeszcze w tym samym roku podczas wywiadu telewizyjnego zapowiedziała zakończenie działalności. Jednak rok później pojawiła się we włoskim filmie Metti una notte, a w 2018 nagrała dubbing do filmu Iniemamocni 2 i wydała kolejną autobiografię, Délires.

### Po 2020
W styczniu 2020 wzięła udział jako modelka w pożegnalnym pokazie mody Gaultiera w Paryżu. W marcu 2021 wydała singel „More” zapowiadający jej nowy album, Tuberose, który ukazał się w październiku. Na krążku znalazły się akustyczne covery utworów z repertuaru takich artystów jak Serge Gainsbourg, Charles Trenet czy Georges Moustaki, wykonane głównie po francusku. Jesienią 2021 występowała w sztuce Qu’est-il arrivé à Bette Davis et Joan Crawford? na deskach Teatru Porte-Saint-Martin, wcielając się w tytułową rolę Joan Crawford. W 2023 piosenka „Follow Me” cieszyła się wznowioną popularnością po tym, jak marka Chanel wykorzystała ją w nowej reklamie. W 2024 Lear występowała w sztuce L’Argent de la vieille w Théâtre Libre w Paryżu.

## Życie prywatne

### Pochodzenie i data urodzenia
Artystka podawała sprzeczne informacje o swoim pochodzeniu. Jako miejsce urodzenia najczęściej pojawiają się Sajgon i Hongkong, nieco rzadziej: Singapur, Szwajcaria, a nawet Transylwania. Jeśli chodzi o datę urodzenia, zależnie od wersji podawany jest 18 czerwca lub 18 listopada 1939, 1941, 1946, 1948 lub 1950.
Niewiele wiadomo o jej rodzicach: jakie nosili imiona, skąd pochodzili, czym się zajmowali. W wywiadzie z 1976, przeprowadzonym dla niemieckiej telewizji Lear twierdziła, że jej matka była Rosjanką, a ojciec brytyjskim oficerem, a także, że rodzice od dawna już nie żyli.

### Transpłciowość
Już na początku swojej kariery uważana była za osobę transpłciową. Przyczynił się do tego bardzo niski, wręcz barytonowy głos, duży jak na kobietę wzrost (ok. 180 cm) oraz "męskie" rysy twarzy. Te spekulacje ciągną się do dziś, chociaż sama Lear od połowy lat 70. XX w. wielokrotnie temu zaprzeczała, tłumacząc, że był to celowo obmyślony chwyt reklamowy, który rzekomo wymyśliła wraz z Salvadorem Dalí i Davidem Bowie. Na początku kariery uważana była nawet za mężczyznę przebranego za kobietę – te pogłoski szybko jednak ucichły po tym, jak wzięła udział w rozbieranej sesji dla „Playboya”.
Angielska transpłciowa modelka April Ashley w autobiografii April Ashley’s Odyssey wspominała, że pracowała z Amandą w paryskim klubie Carrousel na przełomie lat 50. i 60. XX w. Według niej, Lear była wówczas dwudziestokilkuletnim mężczyzną, nazywała się Alain Tapp, jednak występowała na scenie jako drag queen o pseudonimie Peki d’Oslo. Pseudonim ten mógł mieć odniesienie do euroazjatyckich korzeni Amandy: zawierał w nazwie skojarzenia z Pekinem (miastem azjatyckim) i Oslo (europejskim). Ashley uważa także, jakoby Amanda i Dalí poznali się nie w połowie lat 60., ale już w 1958 lub 1959, kiedy Lear jeszcze pracowała w klubie Carrousel jako drag queen.
Te przypuszczenia potwierdziła też niemiecka transpłciowa piosenkarka i aktorka Romy Haag w swojej autobiografii Eine Frau und mehr wydanej w 1999. Pierwszy raz miała ona poznać Amandę jako Peki d’Oslo w Carrousel, a obie następnie pracowały jako drag queen w klubie Chez Romy w Berlinie we wczesnych latach 60. XX w. Plotki na temat rzekomej tranzycji płciowej potwierdza również menedżer muzyczny Simon Napier-Bell, wysłany przez swoich wydawców do Paryża, by dokonać nagrań z Amandą Lear. Napier-Bell twierdził, że poznał Amandę wiele lat wcześniej jako Peki – chłopca o azjatyckim wyglądzie, w gejowskim barze Gigolo w połowie lat 60. w Londynie. Uważa się również, że imię i nazwisko Amandy powstało z połączenia angielskiego słowa „a man” (mężczyzna, człowiek) oraz nazwiska jej mentora (Dalí). Inni uważają, że pochodzi od francuskiego wyrażenia „l’amant Dalí”, co oznacza „kochanka Dalego”. Niektóre źródła podają nawet, że to właśnie Dalí sfinansował Amandzie operację korekty płci, która rzekomo miała się odbyć w Casablance w Maroku.
Lear kilka razy w prowokujący sposób odniosła się do tych plotek. W piosence „Fabulous (Lover, Love Me)” z 1979 śpiewa: Chirurdzy zbudowali mnie tak dobrze, że nikt nie powiedziałby, że kiedyś byłam kim innym. W dalszej części piosenki śpiewa: A kiedy przyjrzysz się mojemu życiu, to odkryjesz powód, dla którego chcę to wszystko zostawić za sobą. Podobne kontrowersje wzbudza tekst do piosenki „I’m a Mistery” z 1986. Prowokacyjny jest już sam tytuł – na pierwszy rzut oka wydaje się, że jest on błędny i prawidłowo powinien być zapisany „I’m a Mystery”. Tymczasem „mistery” miałoby dwuznacznie nawiązywać do angielskiego wyrazu „mister”.
Do obiegu trafił skan odpisu aktu urodzenia Amandy Lear, który potwierdza pogłoski o przejściu tranzycji. Według materiału, Lear urodziła się 18 czerwca 1939 w Sajgonie jako Alain Maurice Louis René Tap.

### Partnerzy życiowi

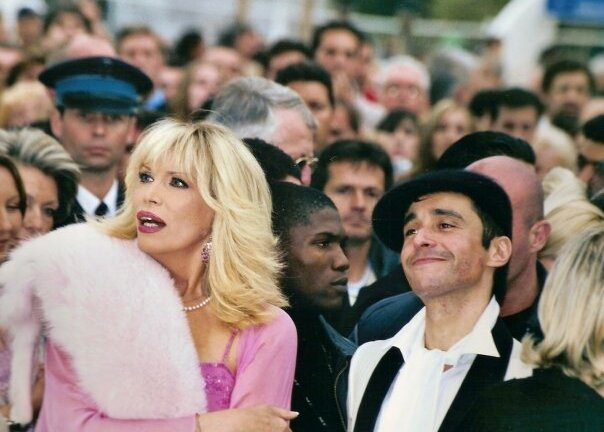
Amanda Lear i Ariel Wizman na Festiwalu Filmowym w Cannes, 2004

Pierwszym mężem piosenkarki rzekomo był szkocki student Paul Lear, którego Amanda przekonała do zawarcia związku za 50 funtów, by w ten sposób otrzymać brytyjskie obywatelstwo. Małżeństwo miało zostać zawarte w 1965 w dzielnicy Chelsea w zachodnim Londynie i rozwiązane niedługo potem. Drugim i ostatnim jak do tej pory mężem Lear był francuski arystokrata Alain-Philippe Malagnac d’Argens de Villele, którego poznała w 1978 (był on biseksualistą). Pobrali się rok później w Las Vegas, a kres małżeństwa przyszedł po 21 latach, kiedy to w 2000 Alain-Philippe zginął w pożarze ich domu.
Lear romansowała z Brianem Jonesem z The Rolling Stones w latach 60. XX w., co zaowocowało dedykowaną jej piosenką „Miss Amanda Jones” na ich płycie Between the Buttons, a także z Brianem Ferry z zespołu Roxy Music. W połowie lat 70. XX w. była w rocznym związku z żonatym Davidem Bowie. W latach 2000–2008 jej partnerem był włoski model i aktor Manuel Casella.

## Dyskografia
| - 1977: I Am a Photograph - 1978: Sweet Revenge - 1979: Never Trust a Pretty Face - 1980: Diamonds for Breakfast - 1981: Incognito - 1982: Ieri, oggi - 1983: Tam-Tam - 1985: A L - 1986: Secret Passion - 1989: Uomini più uomini - 1989: Tant qu’il y aura des hommes - 1989: Super 20 - 1991: The Collection - 1993: Cadavrexquis - 1995: Alter Ego - 1998: Back in Your Arms - 2000: Made of Blood & Honey - 2001: Heart - 2003: Tendance - 2005: Forever Glam! - 2005: Amanda Lear Sings Evergreens - 2006: The Sphinx – Das beste aus den Jahren 1976–1983 - 2006: With Love - 2009: Brief Encounters - 2009: Brand New Love Affair - 2012: I Don’t Like Disco - 2014: My Happiness - 2016: Let Me Entertain You - 2021: Tuberose | - 1976: „Blood and Honey” - 1977: „Tomorrow” - 1977: „Queen of Chinatown” - 1978: „Follow Me” - 1978: „Enigma (Give a Bit of Mmh to Me)” - 1978: „Gold” - 1978: „The Sphinx” - 1979: „Fashion Pack” - 1979: „Lili Marleen” - 1979: „Fabulous (Lover, Love Me)” - 1979: „Diamonds” - 1980: „Solomon Gundie” - 1981: „Égal” - 1982: „Incredibilmente donna” - 1983: „Love Your Body” - 2002: „Beats of Love” - 2005: „Paris by Night” |

## Aktorstwo
Oprócz udziału w licznych filmach, serialach i programach telewizyjnych, Amanda Lear ma na swoim koncie także występy w czterech francuskich sztukach teatralnych:
- 2009–2010: Panique au ministère jako Cécile Bouquigny
- 2011–2012: Lady Oscar jako Clara Barnier
- 2013–2014: Divina jako Claire Bartoli
- 2016–2017: La Candidate jako Cécile Bouquigny
- 2021–2022: Qu’est-il arrivé à Bette Davis et Joan Crawford? jako Joan Crawford
- 2024: L’Argent de la vieille jako milionerka

## Książki
- 1984: My Life with Dalí – autobiografia
- 1987: L’Immortelle – powieść
- 2006: Between Dream and Reality – album z reprodukcjami obrazów
- 2009: Je ne suis pas celle que vous croyez... – autobiografia
- 2018: Délires – autobiografia